# 申愛
申愛（韓語：신애，1982年3月13日—），韓國女演員。2009年5月28日舉行結婚典禮，丈夫為娛樂圈外人士朴在冠先生。

## 演出作品

### 電視劇
- 2000年：SBS《白衣戀歌》
- 中韓合拍電視劇《迷路》主演：陶慧敏（中国）、李宗元（韩国）、申爱（韩国）
- 2001年：MBC《薔薇戰爭》
- 2001年：MBC《医家四姐妹》
- 2003年：KBS《夏日香氣》飾演 恩惠
- 2004年：MBC《玫瑰的戰爭》
- 2009年：KBS《千秋太后》飾演 獻貞王后皇甫雪

### 電影
- 2003年：《銀粧刀》
- 2003年：《Season In The Sun》

### MV
- 2002年：蔡東河《Gloomy Sunday》
- 2003年：成始璄《請記住》

## 综藝節目
- 2008年 MBC《我们结婚了》与Alex搭档作为假想夫妻